# Vajskovská dolina

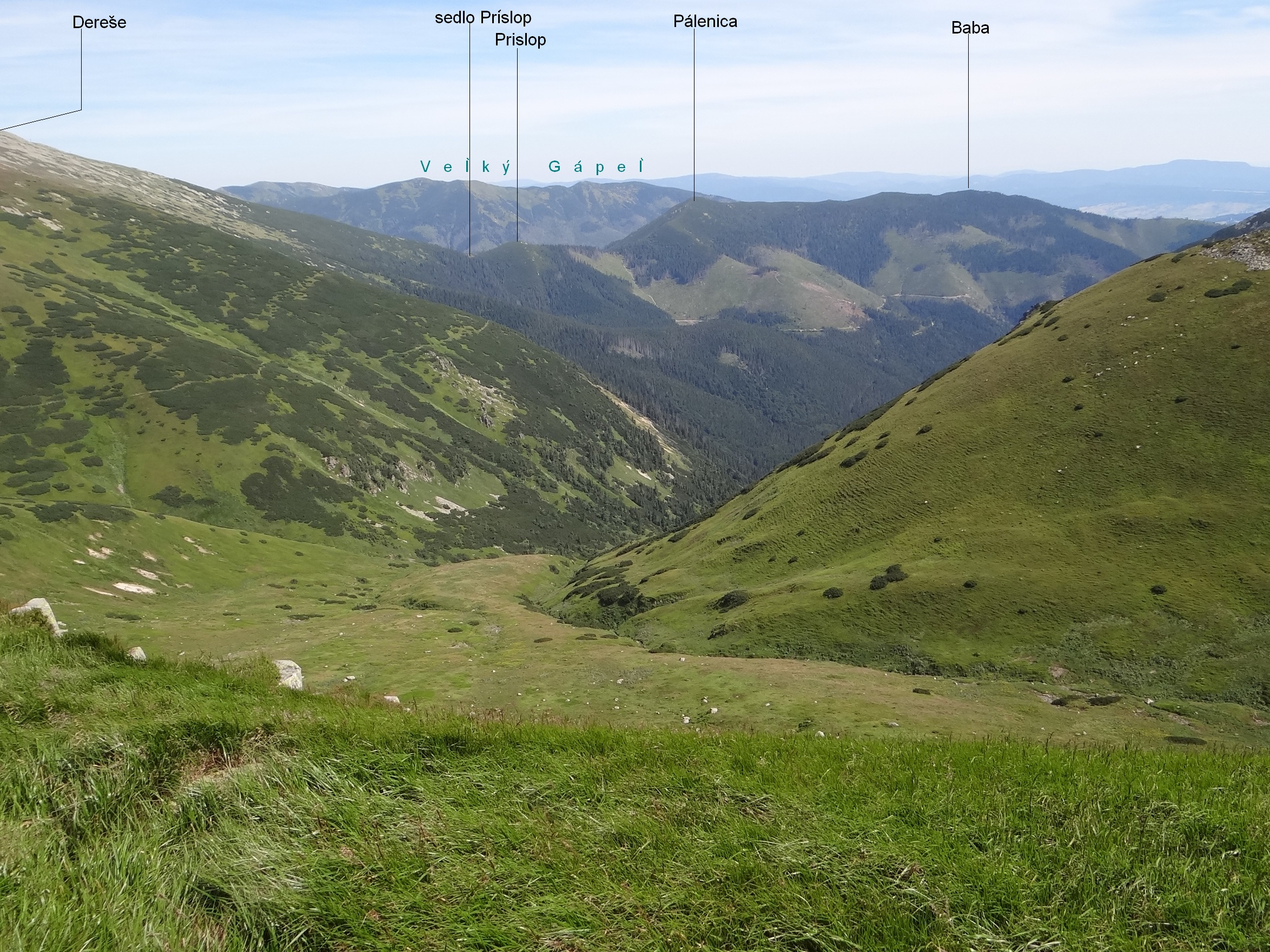
Górna część doliny

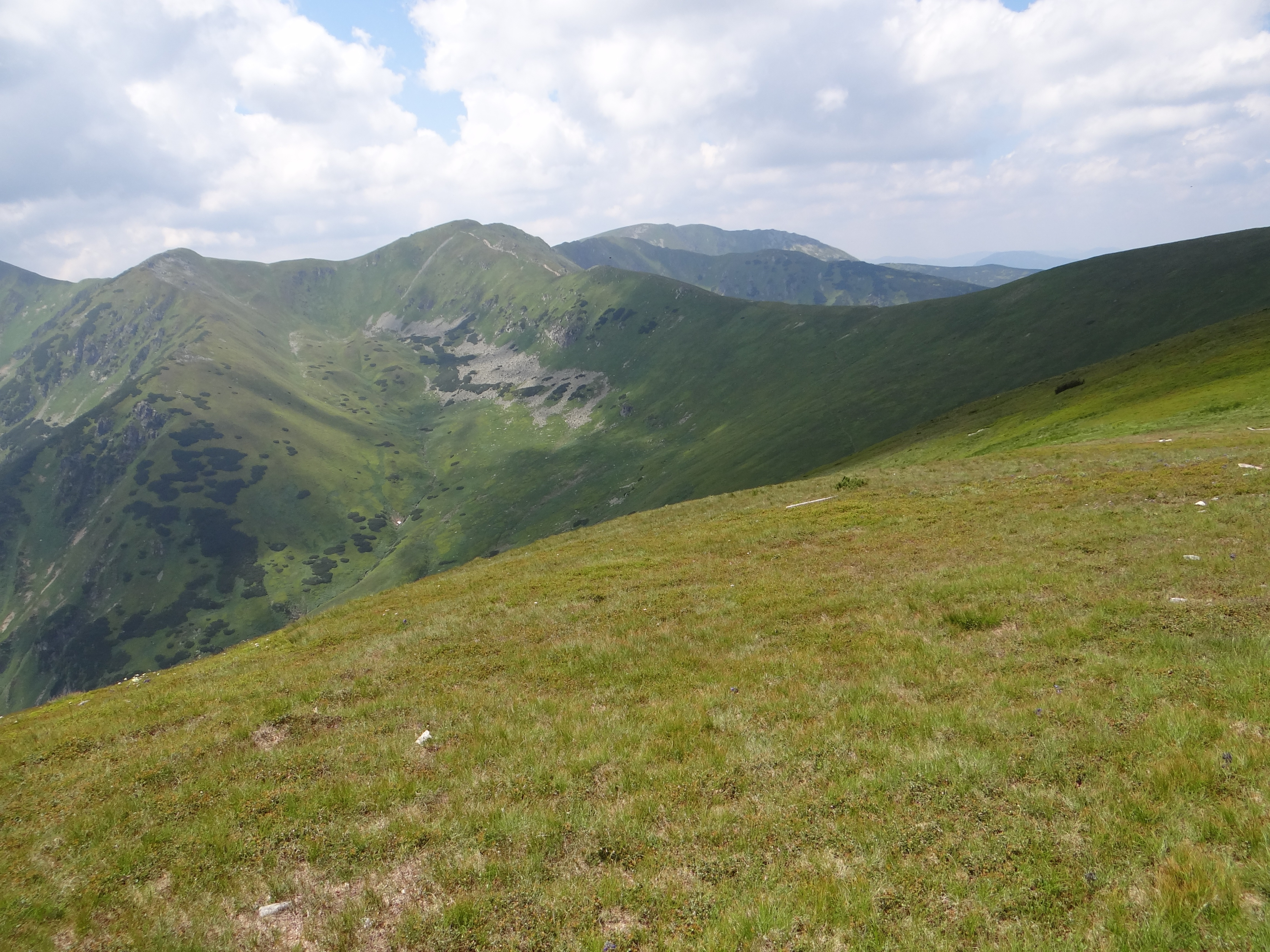
Kociol lodowcowy pod szczytami Skalka i Kotliská

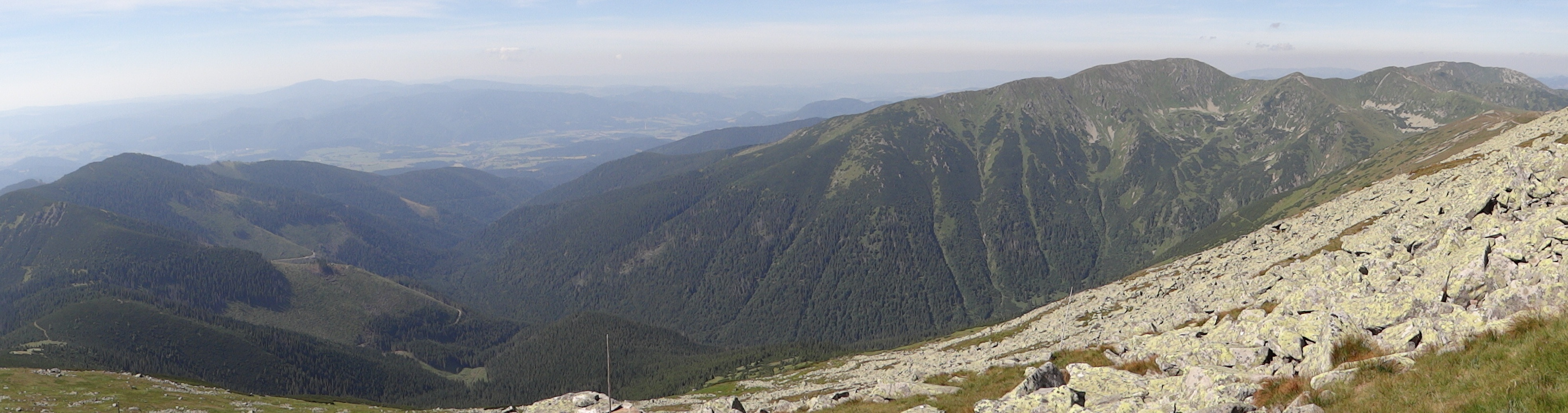
Widok z grani głównej Niżnych Tatr

Vajskovská dolina – dolina walna w Niżnych Tatrach na Słowacji. Znajduje się w zachodniej (tzw. dziumbierskiej) części Niżnych Tatr, na południowej stronie ich głównego grzbietu, w całości w granicach powiatu Brezno.

## Topografia
Górą podchodzi pod główną grań Niżnych Tatr na odcinku od szczytu Kotliská (1937 m) po szczyt Deresze (Dereše, 2004 m). Zachodnie ograniczenie doliny tworzy południowy grzbiet Kotlisk opadający poprzez szczyty Skalka (1980 m), Žiarska hoľa (1844 m), Žiar (1408 m) i Strmý vrštek (809 m) do Doliny Górnego Hronu. Ograniczenie wschodnie tworzy południowy grzbiet Dereszy biegnący poprzez szczyty Príslop (1557 m), Pálenica (1653 m), Baba (1617 m), Lom (także Polana, 1156 m) i Okosená (851 m) również do doliny Hronu. Posiada kilka bocznych odgałęzień: Skalnatá dolina, Kulichová dolina i Borové. Wylot doliny znajduje się w miejscowości Dolná Lehota. Dnem doliny spływa Vajskovský potok zasilany przez kilka dopływów z bocznych dolinek obydwu zboczy. Wzdłuż potoku aż do położonego na wysokości około 1090 m rozdroża Pálenice prowadzi droga, a nią szlak turystyki pieszej i rowerowej.

## Opis doliny
Niemal cała dolina (z wyjątkiem niewielkiego wycinka przy wylocie) znajduje się w obrębie Parku Narodowego Niżne Tatry, ponadto niemal całe jej zachodnie zbocza (powyżej wysokości około 880 m) znajdują się w obrębie rezerwatu przyrody Skalka. Większą część doliny porastają lasy, tylko w najwyższych partiach kosodrzewina, a na grzbiecie głównym trawiaste piętro halne. W górnych częściach stoków wschodnich znajdują się duże polany, a w grzbiecie Baby liczne skały i turnie. Skaliste obszary znajdują się także na Palenicy, najbardziej skaliste są jednak wschodnie stoki Skalki i południowe stoki Kotlisk, opadające stromymi żlebami i filarami do polodowcowego kotła w zamknięciu Doliny Vajskovskiej. Zimą ze stromych, trawiastych i skalistych zboczy górnej części doliny schodzą lawiny.
W dolinie tej w latach 1969–1974 wypuszczono pierwsze kozice przywiezione z Tatr i tutaj nastąpiła ich aklimatyzacja.
W górnej części doliny, na wysokości ok. 1300 m n.p.m., znajduje się Vajskovský vodopad, przy którym kończy się zielono znakowany szlak turystyczny. Do lat 80. XX w. wiódł on wyżej, przez najwyżej położony kocioł polodowcowy w zamknięciu doliny (Zadné Kotliská) aż na Krížske sedlo.
W dolnej części doliny, w bocznej dolinie potoku Dve vody (Kulichova dolina, w zachodnich zboczach) znajduje się pomnik 16 robotników leśnych – ofiar lawiny z 1956 r. oraz sztolnia dawnej kopalni.

## Szlaki turystyczne
Doliną i jej zboczami prowadzi kilka szlaków turystycznych:
  Dolná Lehota – Črmné – rozdroże Dve vody – Pálenice – Vajskovský vodopad. Czas przejścia: 4.20 h, ↓ 3.30 h
  rozdroże Dve vody – pomnik ofiar lawiny w Dolinie Kulichovej. Czas przejścia: 40 min, ↓ 4o min
  schronisko Štefánika – Kosodrevina – sedlo Príslop – Krížske sedlo. Czas przejścia: 2.50 h, ↓ 2.55 h
  łącznikowy z rozdoża Palenicé do niebieskiego szlaku. Czas przejścia: 1.10 h, ↓ 45 min
 Dolná Lehota – Črmné – rozdroże Dve vody – Palenicé